# José Mas Casanovas
José Mas Casanovas es un deportista español que compitió en remo. Ganó una medalla de plata en el Campeonato Mundial de Remo de 1977, en la prueba de ocho con timonel ligero.

## Palmarés internacional
| Campeonato Mundial | Campeonato Mundial       | Campeonato Mundial | Campeonato Mundial      |
| Año                | Lugar                    | Medalla            | Prueba                  |
| ------------------ | ------------------------ | ------------------ | ----------------------- |
| 1977               | Ámsterdam (Países Bajos) | Medalla de plata   | Ocho con timonel ligero |